# Chiesa di San Desiderio (Correzzana)
La chiesa di San Desiderio è una chiesa cattolica situata a Correzzana, in provincia di Monza e della Brianza; è sede parrocchiale e fa parte dell'arcidiocesi di Milano.

## Storia

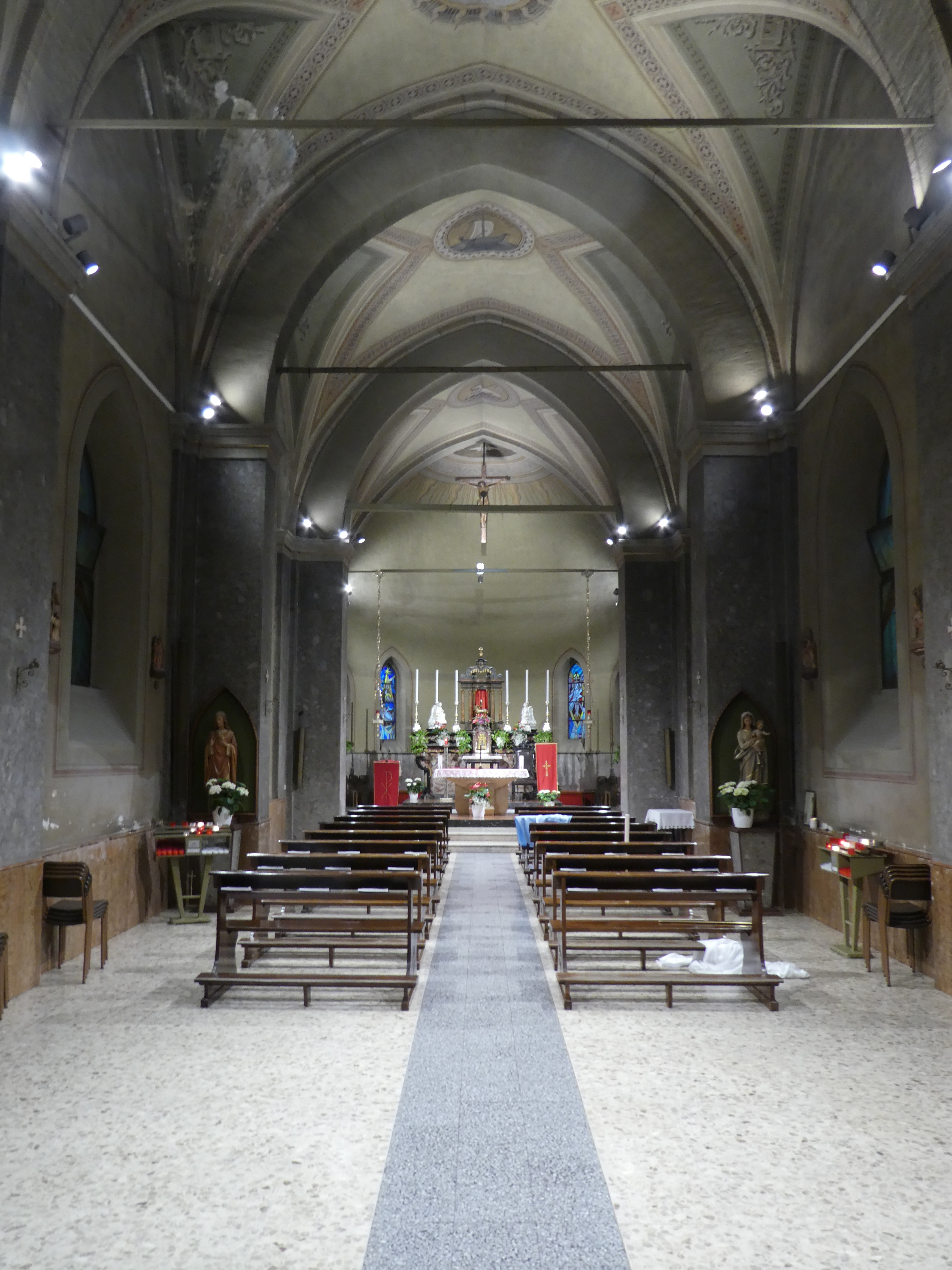
Interno

La prima citazione documentale di una cappella intitolata a san Desiderio in loco Corroziana è nel duecentesco Liber Notitiae Sanctorum Mediolani, scritto da Goffredo da Bussero; all'epoca essa faceva parte della pieve di Agliate. Le pievi divennero vicariati sotto l'episcopato di Carlo Borromeo, e nella seconda metà del Cinquecento la cappella di San Desiderio, che era un oratorio soggetto alla parrocchiale di Santa Maria Assunta di Lesmo, rientrava assieme ad essa nel vicariato di Vimercate, come documentato da una visita pastorale di Federico Borromeo del 1599. La situazione è immutata nel 1756; dagli atti di una visita pastorale di quell'anno di Giuseppe Pozzobonelli (effettuata in realtà dal parroco, facente veci per il cardinale il quale non aveva potuto spostarsi per via di una forte pioggia), la cappella risulta ben tenuta e, grazie al patronato della nobile famiglia Manzoni e alla devozione popolare, era officiata tutti i giorni. Nell'Ottocento il cardinal Gaisruck riorganizzò i vicariati, e la parrocchia di Lesmo (inclusa quindi la chiesetta di Correzzana) venne assegnata al neonato vicariato di Casatenovo. 
A fine Ottocento la cappella era troppo piccola per le esigenze della popolazione; nel 1873 il parroco don Biagio Volonteri decise di costruire una chiesa più grande, smantellando quella esistente per reimpiegarne i materiali: la posa della prima pietra (tratta dalla vecchia cappella) avvenne il 23 aprile, e il cantiere si chiuse l'anno seguente. Alla costruzione contribuirono anche i parrocchiani, sia per la manodopera, sia per coprirne le spese, che ammontarono a 30.000 lire; lo stesso don Volonteri s'impegnò nel cantiere, costruendo personalmente una grotta di Lourdes sopra all'altare, la prima di tutta la Brianza. Entro il 1879 venne eretto anche il campanile, con un concerto realizzato dalla ditta Ottolina di Seregno; due campane vennero requisite e fuse durante la prima guerra mondiale e poi restituite, ma nel corso degli anni cinquanta due di esse, tra cui la maggiore, si rovinarono, e dovettero essere cambiate; i bronzi sostituivi vennero realizzati sempre dalla Ottolina nel 1959.
Tra il 28 novembre 1910 e il 2 febbraio 1911 venne ampliata l'abside e restaurata la grotta di Lourdes, per il costo di 1000 lire; altri lavori sul terreno circostante la chiesa sono documentati tra gennaio e luglio del 1921. Il 9 agosto 1924, su decreto del cardinal Eugenio Tosi, la cappellania di Correzzana venne staccata da Lesmo ed elevata a delegazione arcivescovile; lo status effettivo di parrocchia seguì nel gennaio 1963. In quell'anno si cominciò anche a ipotizzare un ampliamento della chiesa: il progetto era dapprima di portarla a tre navate, ma si decise infine di ingrandire la parte presbiteriale, aggiungendo due ampi spazi laterali e contestualmente rimuovendo, come già era stato chiesto più volte dai visitatori vescovili, la grotta di Lourdes che era ormai pericolante (essa venne ricostruita fuori dalla chiesa); vennero anche rifatti i pavimenti, il sagrato e il rivestimento delle lesene, e realizzata la zoccolatura di tutto l'edificio. I lavori terminarono con la consacrazione, celebrata il 25 aprile 1968 dal cardinal Giovanni Colombo. Qualche decennio dopo l'elevazione a parrocchia vi fu un nuovo riorganizzamento della giurisdizione ecclesiastica, e Correzzana venne assegnata al decanato di Missaglia.
Un intervento di pulizia e risanamento generale ebbe luogo nel 1979, e venne seguito dalla posa del nuovo altare, realizzato su progetto della "Scuola Beato Angelico" di Milano, e consacrato il 7 giugno 1982 dal cardinal Martini.
A partire dal 1984, la maggioranza delle chiese dell'arcidiocesi di Milano ha sospeso il suono delle campane durante la notte, in conformità con le leggi nazionali sull'inquinamento acustico; la parrocchiale di Correzzana era rimasta una delle poche a mantenere la tradizione, adeguandosi solo verso dicembre 2022 a seguito delle richieste di alcuni residenti.

## Descrizione

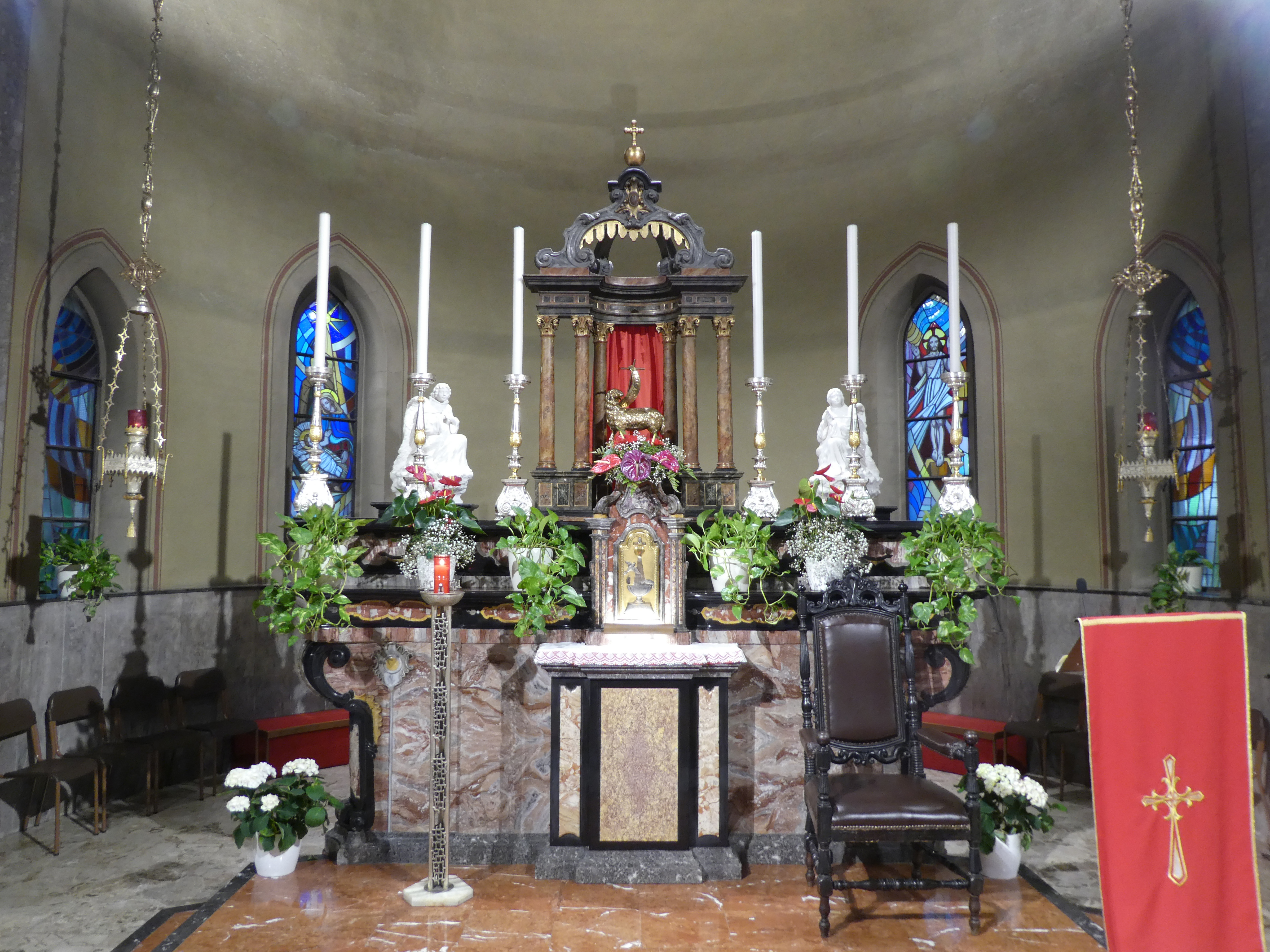
Altare

La chiesa, in stile neogotico lombardo, si trova nel centro abitato di Correzzana, rialzata di alcuni gradini rispetto al piano stradale e circondata da un sagrato in cubetti di porfido disposti a ventaglio, con bordature in cubetti di marmo bianco di Carrara. L'edificio, percorso da uno zoccolo in ceppo dell'Adda, si presenta con una semplice facciata a capanna, aperta dal portale d'ingresso e da una finestra archiacuta (entrambi profilati in mattoni rossi, così come l'attacco al cielo). Nel campanile è alloggiato un concerto di cinque campane, intitolate (in ordine dalla prima alla quinta) a Maria Immacolata, san Carlo, san Desiderio, san Luigi e san Biagio, queste ultime due in memoria dei parroci Luigi Grisostomi e Biagio Volonteri.
L'interno è a navata unica, suddivisa in tre campate; il presbiterio (in cui si trova l'altare maggiore in marmi policromi), concluso da un'abside semicircolare, è affiancato da due spazi rettangolari aggiunti nel 1969. Tutti gli ambienti sono voltati a crociera, con profonde unghie che partono dalle pareti laterali, mentre la pavimentazione è realizzata con quadrotte in graniglia di marmo nera e bianco in navata, e con marmo rosso di Verona e opalino nel presbiterio.